# هندسة النظم الاجتماعية
هندسة النظم الاجتماعية أو الهندسة الاجتماعية (بالإنجليزية:  Social System Engineering)‏ تُعرف بأنها تخصص في العلوم الاجتماعية يُدَّرِس الجهود المبذولة للتأثير على المواقف الشعبية والسلوك الاجتماعي على نطاق واسع.
المهندس الاجتماعي هو من يحاول التأثير على المواقف الشعبية و السلوك الاجتماعي، وإدارة الموارد على نطاق واسع. ومن هذا المنطق تكون الهندسة الاجتماعية عبارة عن تطبيق منهج علمي من أجل دراسة الاهتمام الاجتماعي. حيث يستخدم المهندسون الاجتماعيون الأساليب العلمية لتحليل وفهم النظم الاجتماعية، وذلك للتوصل إلى قرارات مناسبة كعلماء، وليس كسياسيين. حيث يسمى نظير الهندسة الاجتماعية في المجال السياسي بالهندسة السياسية.
صنع القرار يمكن أن تؤثر على سلامة وبقاء البلايين من الناس. والفكرة كما عبر عنها عالم الاجتماع الألماني فرديناند تونيس في دراسته :المشاكل الحالية للبنية الاجتماعية، أن المجتمع لم يعد قادرا على العمل بنجاح باستخدام أساليب عفا عليها الزمن من الإدارة الاجتماعية. لتحقيق أفضل النتائج، يجب أن تسخدم لاجل جميع الاستنتاجات والقرارات التقنيات الأكثر تطورا والتي تشمل بيانات إحصائية موثوق بها، ويمكن تطبيقها على النظام الاجتماعي. وبعبارة أخرى، الهندسة الاجتماعية هي نظام علمي يستند إلى البيانات يستخدم لوضع تصميم مستدام وذلك لتحقيق الإدارة الذكية لموارد الأرض وفقا لأعلى مستويات الحرية والازدهار والسعادة لاجل مجموعة من السكان.
ولكن ولأسباب مختلفة اشبع هذا المصطلح بدلالات سلبية. ومع ذلك، يمكن اعتبار أن القانون كله والمراسيم الحكومية تسعى للتأثير لاجل تغيير السلوك ولذلك يمكن اعتبارها “هندسة اجتماعية” إلى حد ما. الحظر على القتل والاغتصاب والانتحار والأوساخ كلها سياسات تهدف إلى تثبيط السلوكيات غير المرغوب فيها. في الفقه البريطاني والكندي، تغيير المواقف العامة حول سلوك يقبل باعتباره واحد من المهام الرئيسية للقوانين التي تحظر ذلك. تعمل الحكومات أيضا على التأثير على السلوك من خلال الحوافز والمثبطات التي هي في صلب السياسة الاقتصادية والسياسة الضريبية، وهذه الممارسة استمرت لقرون.